# Bernd Uhl
Pour les articles homonymes, voir Uhl.
Bernd Uhl, né le 23 novembre 1946 à Karlsruhe (Bade-Wurtemberg, Allemagne) et mort le 22 janvier 2023 à Fribourg-en-Brisgau, est un prélat catholique allemand, évêque auxiliaire de Fribourg-en-Brisgau de 2001 à 2018.

## Biographie

### Formation
À partir de 1966, Bernd Uhl étudie la philosophie et la théologie catholique à l'université de Heidelberg, à l'université Louis-et-Maximilien de Munich et à celle de Fribourg-en-Brisgau. En 1974, il obtient son doctorat en théologie avec une thèse sur le socialisme chrétien. Dans la même année, il est ordonné prêtre par Hermann Schäufele.

### Prêtrise
De 1974 à 1977, il travaille comme aumônier pour la paroisse du Saint-Esprit à Heidelberg. En 1977, il est nommé ordinaire et responsable des domaines concernant la charité et la jeunesse. En 1982, il devient chef du département local de Caritas, puis, à partir de 1983, chef du bureau nouvellement formé des relations publiques avec la presse, la radio, la télévision et la politique. En 1987, il est nommé chanoine.
En 1999, il devient président de la branche diocésaine de Caritas.

### Épiscopat
En 2001, le pape Jean-Paul II le nomme évêque titulaire de Malliana et évêque auxiliaire de l'archidiocèse de Fribourg. Il est consacré évêque le 1er mai 2001 par Oskar Saier (de), assisté de Kurt Koch et Paul Wehrle (de). En 2001, il devient également vicaire épiscopal chargé de l'association 'Caritas.
En tant que président du Groupe de travail sur l'écologie de la Conférence épiscopale allemande, il est très présent dans les discussions concernant le réchauffement climatique.
Il se retire pour raison de santé le 19 février 2018.